# ایستگاه متروی آپتون پارک
ایستگاه متروی آپتون پارک (انگلیسی: Upton Park tube station) یکی از ایستگاه‌های خط ناحیه و خط همرسمیت و سیتی متروی لندن است.
این ایستگاه که در منطقه نیوهام لندن قرار دارد در سال ۱۸۷۷ میلادی تأسیس شده است.

## نگارخانه

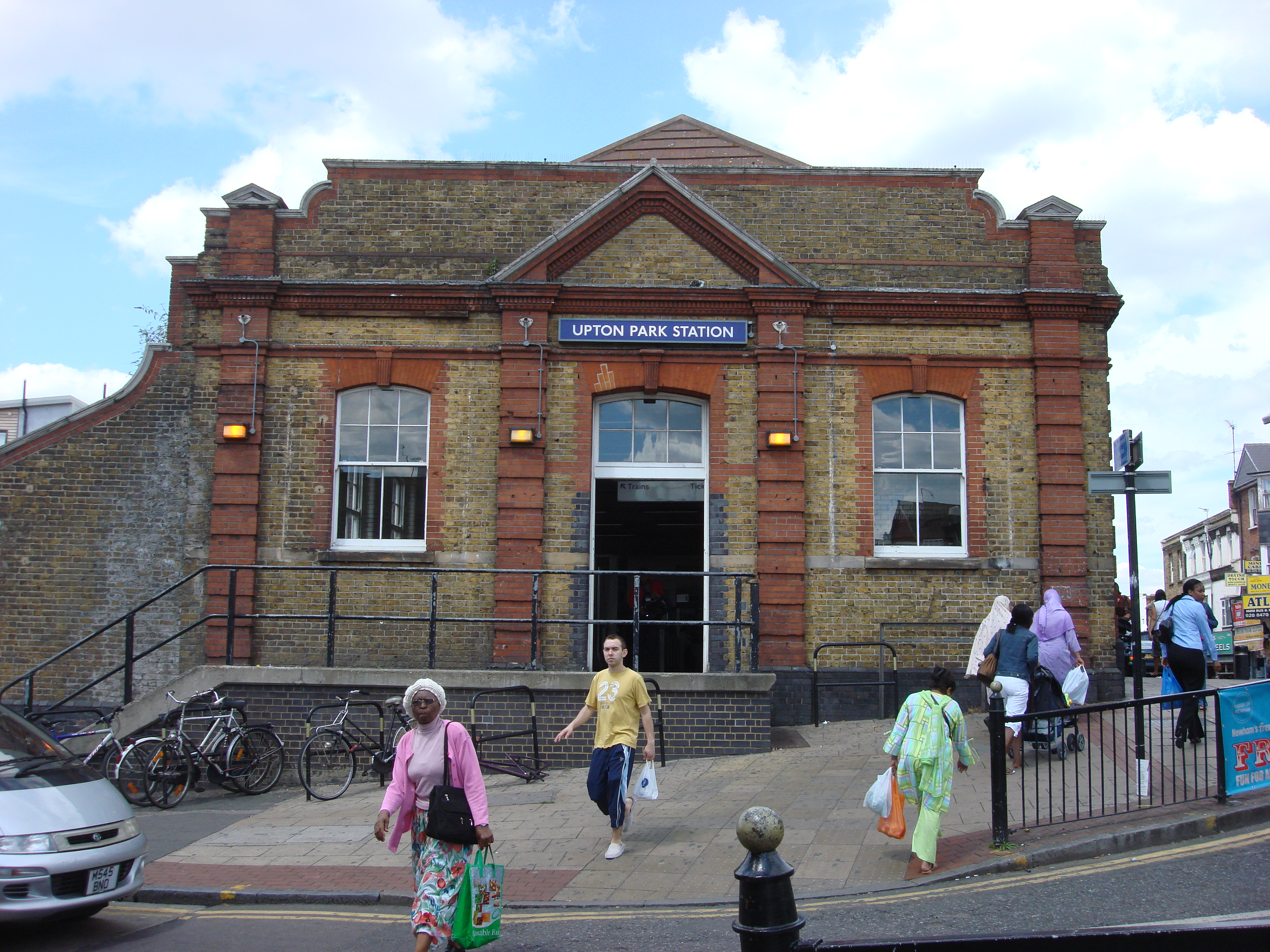
Side entrance
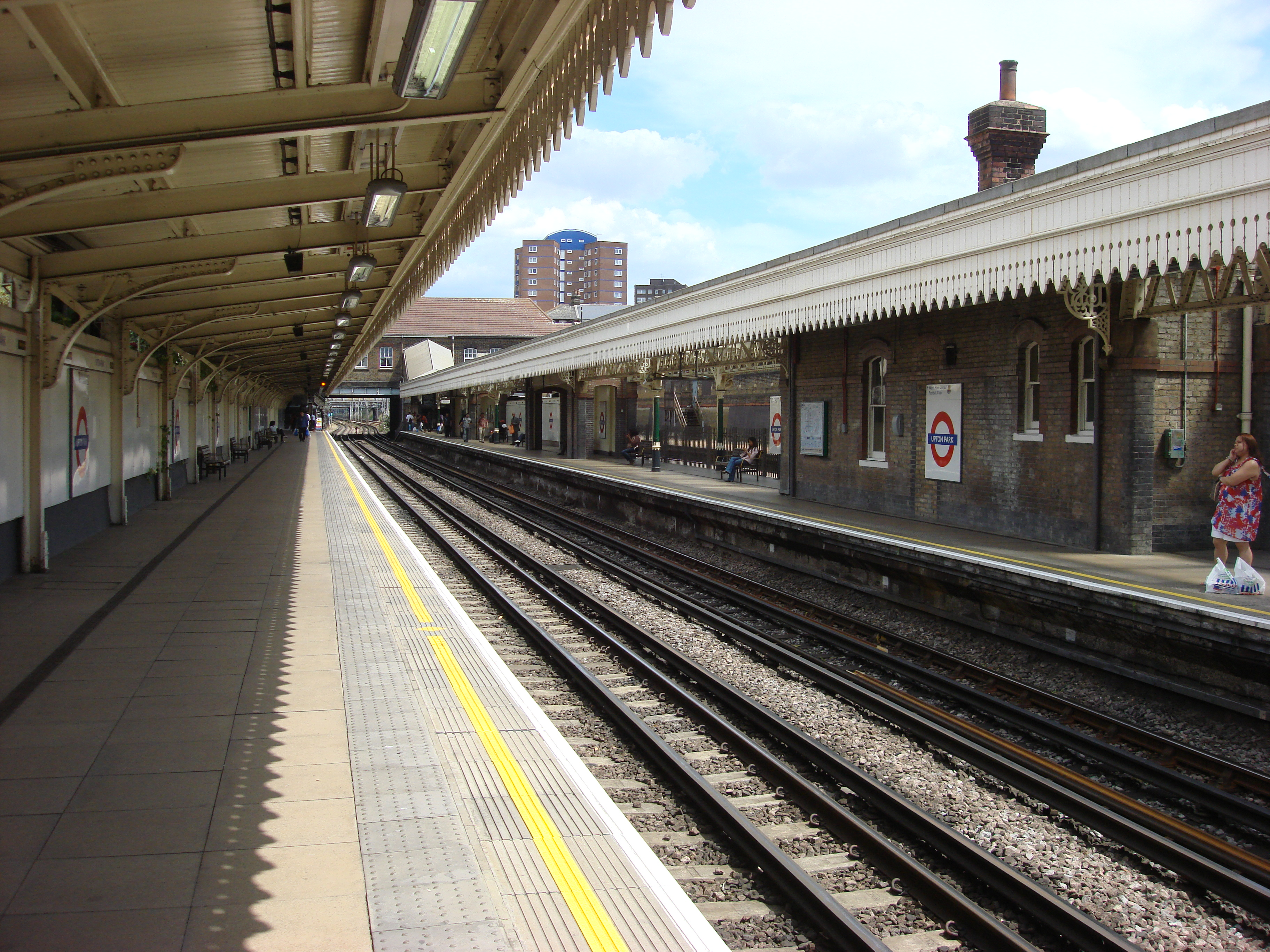
Eastbound platform looking east towards Upminster
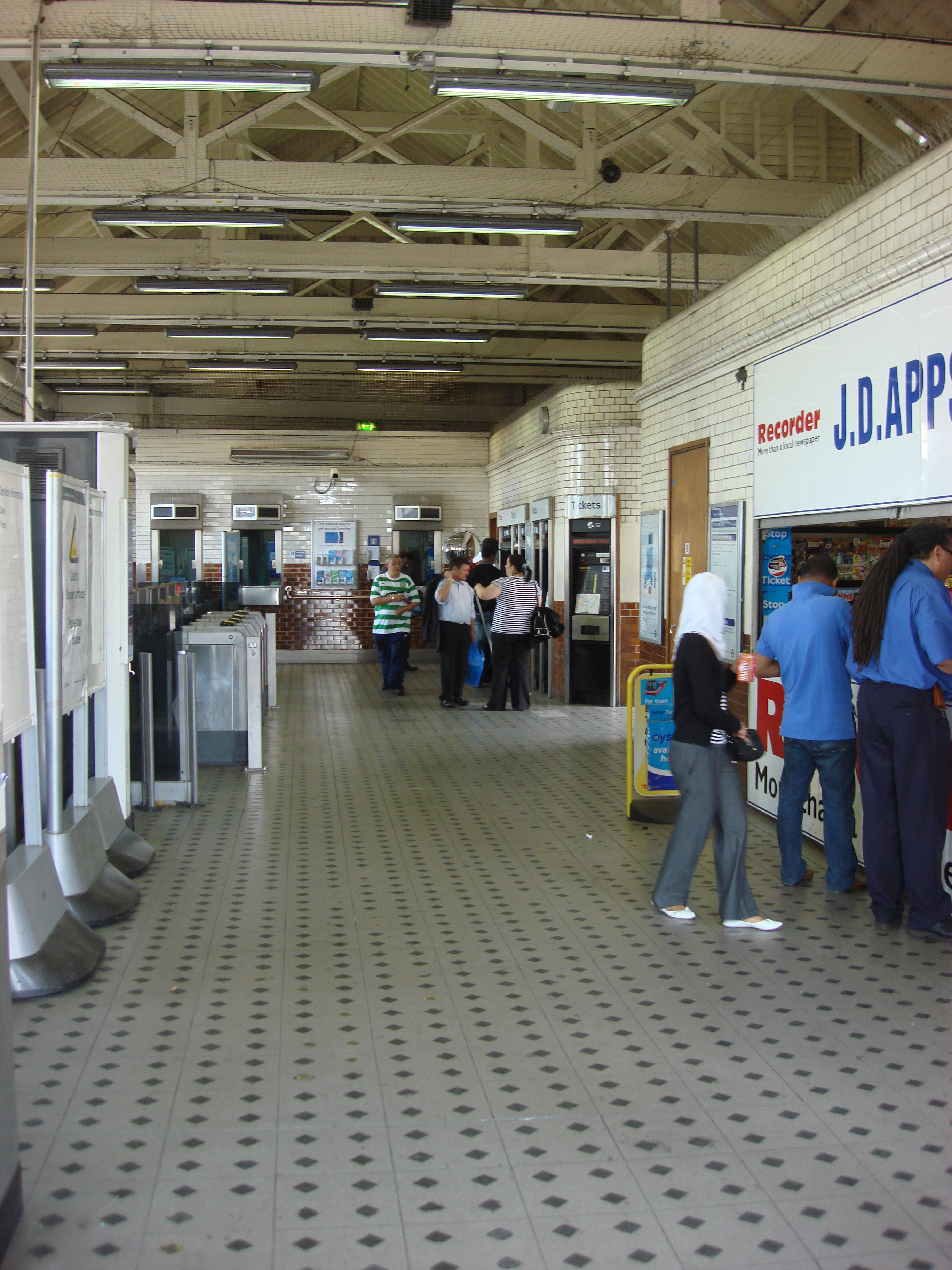
Ticket office
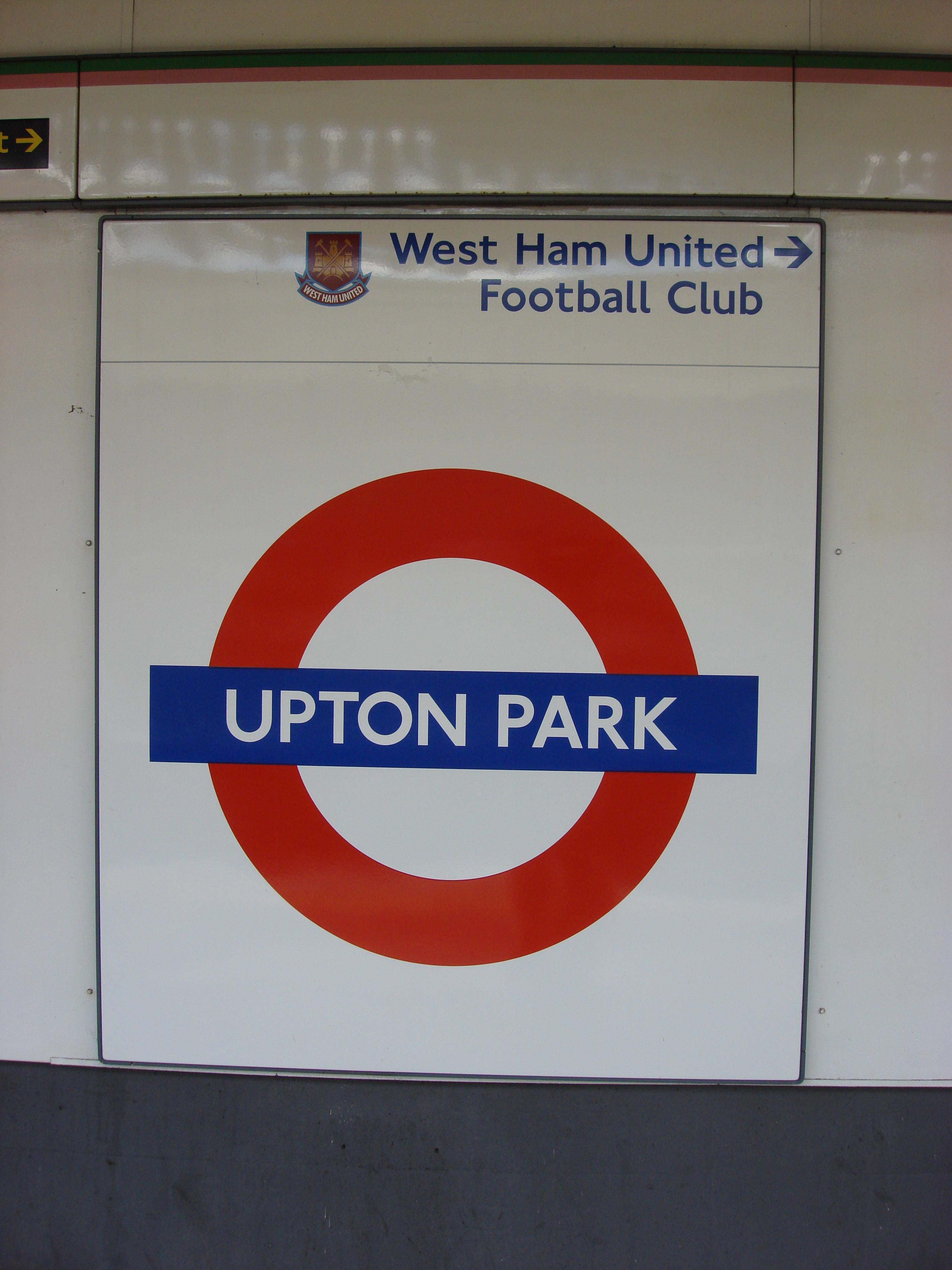
Station platform roundel